# Trílofos (Piérie)
Trílofos, en grec moderne : Τρίλοφος, est un village du dème de Kateríni, de Macédoine-Centrale en Grèce.
Selon le recensement de 2011, la population du village s'élève à 521 habitants.